# Podlom
Podlom este o localitate din comuna Kamnik, Slovenia, cu o populație de 38 de locuitori.